# Rząd Maroka
Rząd Maroka (Rada Ministrów) – jeden z organów władzy wykonawczej Maroka; kolegialny centralny organ władzy państwowej. Obecny rząd został zaprzysiężony 5 kwietnia 2017 roku. Na czele rządu stoi premier, Sad ad-Din al-Usmani. Rząd składa się z premiera, sekretarza generalnego rządu i 22 ministrów.

## Skład rządu
- Premier
- Sekretarz Generalny Rządu[1]

### Ministrowie
- Minister Stanu ds. Praw Człowieka[1]
- Minister Spraw Zagranicznych i Współpracy Międzynarodowej[1]
- Minister Spraw Wewnętrznych[1]
- Minister Sprawiedliwości[1]
- Minister ds. Islamskich i Darowizn[1]
- Minister Rolnictwa i Rybołówstwa, Rozwoju Rolnego, Gospodarki Wodnej i Leśnictwa[1]
- Minister Planowania Narodowego, Polityki Przestrzennej, Budownictwa Mieszkaniowego i Urbanizacji[1]
- Minister Edukacji Narodowej, Kształcenia Zawodowego, Szkolnictwa Wyższego i Badań Naukowych[1]
- Minister Przemysłu, Handlu, Inwestycji i E-Gospodarki[1]
- Minister ds. Zaopatrzenia Technicznego, Transportu i Logistyki[1]
- Minister Gospodarki i Finansów[1]
- Minister Zdrowia[1]
- Minister Energetyki, Górnictwa i Ustawicznego Rozwoju[1]
- Minister Turystyki, Transportu Lotniczego, Rzemiosła i Gospodarki Społecznej[1]
- Minister ds. Młodzieży i Sportu[1]
- Minister Kultury i Łączności[1]
- Minister ds. Rodziny, Solidarności, Równouprawnienia i Rozwoju Społecznego[1]
- Minister Zatrudnienia i Integracji Zawodowej[1]

### Wicepremierzy
- Minister ds. Obrony Narodowej[1]
- Minister ds. Ogólnych i Wewnętrznych[1]
- Minister ds. Kontaktów z Parlamentem, Społeczeństwa Obywatelskiego i Rzecznik Rządu[1]
- Minister ds. Reformy Administracji i Służb Publicznych[1]

## Obecny skład rządu
| Zdjęcie | Funkcja                                                                                          | Imię i nazwisko                                    |
| ------- | ------------------------------------------------------------------------------------------------ | -------------------------------------------------- |
|         | Premier                                                                                          | Sad ad-Din al-Usmani                               |
|         | Sekretarz Generalny Rządu                                                                        | Mohammed el Hadżuwi (Mohamed El Hajjoui)           |
|         | Minister Stanu ds. Praw Człowieka                                                                | Mustafa Ramid                                      |
|         | Minister Spraw Zagranicznych i Współpracy Międzynarodowej                                        | Nasser Burita (Nasser Bourita)                     |
|         | Minister Spraw Wewnętrznych                                                                      | Abdelouafi Laftit                                  |
|         | Minister Sprawiedliwości                                                                         | Mohammed Audżar (Mohamed Aujjar)                   |
|         | Minister ds. Islamskich i Darowizn                                                               | Ahmed Taufik (Ahmed Toufiq)                        |
|         | Minister Rolnictwa i Rybołówstwa, Rozwoju Rolnego, Gospodarki Wodnej i Leśnictwa                 | Aziz Achannusz (Aziz Akhannouch)                   |
|         | Minister Planowania Narodowego, Polityki Przestrzennej, Budownictwa Mieszkaniowego i Urbanizacji | Abd el-Ahad Fassi Fihri                            |
|         | Minister Edukacji Narodowej, Kształcenia Zawodowego, Szkolnictwa Wyższego i Badań Naukowych      | Saaid Amzazi                                       |
|         | Minister Przemysłu, Handlu, Inwestycji i E-Gospodarki                                            | Mulaj Hafid el-Alami (Moulay Hafid Elalamy)        |
|         | Minister ds. Zaopatrzenia Technicznego, Transportu i Logistyki                                   | Abd el-Kader Amara (Abdelkader Aamara)             |
|         | Minister Gospodarki i Finansów                                                                   | Mohammed Benszabun                                 |
|         | Minister Zdrowia                                                                                 | Anas Dukali (Anas Doukkali)                        |
|         | Minister Energetyki, Górnictwa i Ustawicznego Rozwoju                                            | Aziz Rebbah                                        |
|         | Minister Turystyki, Transportu Lotniczego, Rzemiosła i Gospodarki Społecznej                     | Mohammed Sadżid (Mohammed Sajid)                   |
|         | Minister ds. Młodzieży i Sportu                                                                  | Raszid Talbi Alami (Rachid Talbi Alami)            |
|         | Minister Kultury i Łączności                                                                     | Mohammed Laradż (Mohamed Laaraj)                   |
|         | Minister ds. Rodziny, Solidarności, Równouprawnienia i Rozwoju Społecznego                       | Bassima Hakkawi (Bassima Hakkaoui)                 |
|         | Minister Zatrudnienia i Integracji Zawodowej                                                     | Mohammed Jatim (Mohamed Yatim)                     |
|         | Minister ds. Obrony Narodowej                                                                    | Abd el-Latif Ludiji (Abdellatif Loudiyi)           |
|         | Minister ds. Ogólnych i Wewnętrznych                                                             | Lahsin Daudi (Lahcen Daoudi)                       |
|         | Minister ds. Kontaktów z Parlamentem, Społeczeństwa Obywatelskiego i Rzecznik Rządu              | Mustafa el-Chalfi (Mustapha El Khalfi)             |
|         | Minister ds. Reformy Administracji i Służb Publicznych                                           | Mohammed Ben Abd el-Kader (Mohamed Ben Abdelkader) |